# Corinna Dentoni
Corinna Dentoni (ur. 30 lipca 1989 w Pietrasanta) – włoska tenisistka.
Swoją karierę tenisową rozpoczęła jako piętnastolatka turniejem w Rzymie w 2004 roku, przegrywając w I rundzie kwalifikacji z Argentynką Veronicą Spiegel. Siedem miesięcy później wygrała swój pierwszy mecz w rozgrywkach ITF, we włoskim Castel Gandolfo, pokonując rodaczkę Francescę Frappi. W następnym roku wygrała po raz pierwszy w turnieju ITF, w Monteroni d’Arbia, pokonując w finale Verdianę Verardi 6:0, 5:7, 6:4. W sumie wygrała dziewięć turniejów singlowych i sześć deblowych rangi ITF.

## Wygrane turnieje rangi ITF
| turnieje z pulą nagród 100 000 $ |
| turnieje z pulą nagród 75 000 $  |
| turnieje z pulą nagród 50 000 $  |
| turnieje z pulą nagród 25 000 $  |
| turnieje z pulą nagród 15 000 $  |
| turnieje z pulą nagród 10 000 $  |

### Gra pojedyncza
|    | Data       | Turniej                  | Kat. | ($)    | Naw.   | Finalistka           | Wynik         |
| 1. | 17/07/2005 | Monteroni d’Arbia        | ITF  | 10 000 | ziemna | Verdiana Verardi     | 6:0, 5:7, 6:4 |
| 2. | 18/09/2005 | Torre del Greco          | ITF  | 10 000 | ziemna | Jana Juricová        | 6:3, 6:2      |
| 3. | 08/04/2007 | Cavtat                   | ITF  | 10 000 | ziemna | Maria-Belen Corbalan | 6:2, 6:2      |
| 4. | 23/09/2007 | Telawi                   | ITF  | 25 000 | ziemna | Ana Jerasimu         | 6:2, 1:6, 6:0 |
| 5. | 19/10/2014 | Santa Margherita di Pula | ITF  | 10 000 | ziemna | Anna Klasen          | 6:3, 6:3      |
| 6. | 22/12/2014 | Casablanca               | ITF  | 10 000 | ziemna | Pia König            | 6:2, 7:5      |
| 7. | 01/11/2015 | Santa Margherita di Pula | ITF  | 10 000 | ziemna | Julia Kimmelmann     | 6:2, 6:1      |
| 8. | 22/11/2015 | Casablanca               | ITF  | 10 000 | ziemna | Julia Grabher        | 7:6(0), 6:3   |
| 9. | 31/03/2019 | Tel Awiw                 | ITF  | 15 000 | twarda | Emma Raducanu        | 6:4, 6:3      |

## Finały juniorskich turniejów wielkoszlemowych

### Gra podwójna (1)
| Końcowy wynik | Rok  | Turniej         | Nawierzchnia | Partnerka    | Przeciwniczki                   | Wynik finału |
| Finalistka    | 2006 | Australian Open | Twarda       | Alizé Cornet | Sharon Fichman A. Pawluczenkowa | 2:6, 2:6     |